# The Ultimate Fighter: Redemption Finale
The Ultimate Fighter: Redemption Finale, noto anche come The Ultimate Fighter 25 Finale, è stato un evento di arti marziali miste tenuto dalla Ultimate Fighting Championship il 7 luglio 2017 alla T-Mobile Arena di Paradise, negli Stati Uniti.

## Risultati
|                                   | Divisione             |                 |                 |                 | Metodo                                      | Round           | Tempo           | Premio          |
| Card Principale                   | Card Principale       | Card Principale | Card Principale | Card Principale | Card Principale                             | Card Principale | Card Principale | Card Principale |
| --------------------------------- | --------------------- | --------------- | --------------- | --------------- | ------------------------------------------- | --------------- | --------------- | --------------- |
|                                   | Pesi leggeri          | Justin Gaethje  | batte           | Michael Johnson | KO tecnico (pugni e gomitate)               | 2               | 4:48            | POTN, FOTN      |
|                                   | Pesi welter           | Jesse Taylor    | batte           | Dhiego Lima     | Sottomissione (rear–naked choke)            | 2               | 0:43            |                 |
|                                   | Pesi leggeri          | Drakkar Klose   | batte           | Marc Diakiese   | Decisione non unanime (29-28, 28-29, 29-28) | 3               | 5:00            |                 |
|                                   | Pesi mediomassimi     | Jared Cannonier | batte           | Nick Roehrick   | KO tecnico (gomitate)                       | 3               | 2:08            |                 |
|                                   | Pesi medi             | Brad Tavares    | batte           | Elias Theodorou | Decisione unanime (29-28, 29-28, 29-28)     | 3               | 5:00            |                 |
|                                   | Pesi mediomassimi     | Jordan Johnson  | batte           | Marcel Fortuna  | Decisione unanime (29-28, 29-28, 29-28)     | 3               | 5:00            |                 |
| Card Preliminare (Fox Sports 1)   |                       |                 |                 |                 |                                             |                 |                 |                 |
|                                   | Pesi paglia femminili | Angela Hill     | batte           | Ashley Yoder    | Decisione unanime (30-27, 30-27, 30-27)     | 3               | 5:00            |                 |
|                                   | Pesi welter           | James Krause    | batte           | Tom Gallicchio  | Decisione unanime (30-27, 30-27, 30-27)     | 3               | 5:00            |                 |
|                                   | Pesi mediomassimi     | C.B. Dollaway   | batte           | Ed Herman       | Decisione unanime (29-28, 29-27, 29-27)     | 3               | 5:00            |                 |
|                                   | Pesi paglia femminili | Tecia Torres    | batte           | Juliana Lima    | Sottomissione (rear-naked choke)            | 2               | 0:53            | POTN            |
| Card Preliminare (UFC Fight Pass) |                       |                 |                 |                 |                                             |                 |                 |                 |
|                                   | Pesi piuma            | Gray Maynard    | batte           | Teruto Ishihara | Decisione unanime (30-26, 30-26, 30-26)     | 3               | 5:00            |                 |

## Premi
I lottatori premiati ricevettero un bonus di 50.000 dollari.
Legenda:
- FOTN: Fight of the Night (vengono premiati entrambi gli atleti per il miglior incontro dell'evento)
- POTN: Performance of the Night (viene premiato il vincitore per la migliore performance dell'evento)